# Пирожков, Дмитрий Владимирович
Дмитрий Владимирович Пирожков (8 сентября 1969, Пермь) — советский и российский хоккеист, нападающий. Тренер.

## Карьера
Воспитанник пермского хоккея. Начал профессиональную карьеру в 1985 году в составе пермского «Молота-Прикамье», выступавшего в первой лиге чемпионата СССР. Перед началом сезона 1991/92 стал игроком екатеринбургского «Автомобилиста», где выступал на протяжении четырёх сезонов, набрав за это время 75 (47+28) очков в 154 матчах.
В 1995 году подписал контракт с нижегородским «Торпедо», спустя два года вернулся в Пермь. После трёх лет, проведённых в «Молоте», перешёл в московский клуб «Крылья Советов», в котором за 21 матч набрал 6 (4+2) очков. Перед началом сезона 2001/02 Пирожков отправился в Австрию и подписал контракт с клубом Национальной лиги «Цельтвег», в котором в 8 матчах набрал 13 (9+4) очков. Потом покинул команду, заключив соглашение с итальянским клубом «Риттен-Ренон» Серию А. Два сезона Пирожков провёл во втором австрийском дивизионе в составе клуба «Капфенберг», став одним из лидеров команды, в 62 матчах набрав 101 (48+53) очко.
В 2004 году вернулся в родной город, где и закончил игровую карьеру, проведя 23 матча за вторую команду «Молота-Прикамье».

### Тренерская
В декабре 2010 года Пирожков по приглашению Дмитрия Квартальнова стал тренером по физической подготовке в череповецкой «Северстали». Год спустя заключил соглашение с новосибирской «Сибирью», главным тренером которой незадолго до этого стал всё тот же Квартальнов.

## Статистика выступлений
|                 |                  |                   | Регулярный сезон | Регулярный сезон | Регулярный сезон | Регулярный сезон | Регулярный сезон | Регулярный сезон | Плей-офф | Плей-офф | Плей-офф | Плей-офф | Плей-офф | Плей-офф |
| Сезон           | Команда          | Лига              | Игр              | Г                | П                | Очк              | +/-              | Штр              | Игр      | Г        | П        | Очк      | +/-      | Штр      |
| --------------- | ---------------- | ----------------- | ---------------- | ---------------- | ---------------- | ---------------- | ---------------- | ---------------- | -------- | -------- | -------- | -------- | -------- | -------- |
| 1985/86         | Молот-Прикамье   | Первая лига       | 5                | 0                | 0                | 0                | --               | 0                | —        | —        | —        | —        | —        | —        |
| 1986/87         | Молот-Прикамье   | Первая лига       | 4                | 0                | 0                | 0                | --               | 0                | —        | —        | —        | —        | —        | —        |
| 1987/88         | Молот-Прикамье   | Первая лига       | 37               | 8                | 4                | 12               | --               | 10               | —        | —        | —        | —        | —        | —        |
| 1991/92         | Автомобилист Екб | СНГ               | 30               | 6                | 9                | 15               | --               | 8                | —        | —        | —        | —        | —        | —        |
| 1992/93         | Автомобилист Екб | МХЛ               | 42               | 22               | 10               | 32               | --               | 18               | 3        | 0        | 0        | 0        | --       | 4        |
| 1993/94         | Автомобилист Екб | МХЛ               | 38               | 8                | 5                | 13               | --               | 28               | —        | —        | —        | —        | —        | —        |
| 1994/95         | Автомобилист Екб | МХЛ               | 39               | 11               | 4                | 15               | --               | 20               | 2        | 0        | 0        | 0        | --       | 0        |
| 1995/96         | Торпедо НН       | МХЛ               | 47               | 13               | 6                | 19               | --               | 4                | 3        | 1        | 0        | 1        | --       | 0        |
| 1995/96         | Торпедо НН-2     | Первая лига       | 1                | 0                | 0                | 0                | --               | 0                | —        | —        | —        | —        | —        | —        |
| 1996/97         | Торпедо НН       | Суперлига         | 9                | 2                | 1                | 3                | --               | 0                | 31       | 7        | 5        | 12       | --       | 61       |
| 1997/98         | Молот-Прикамье   | Суперлига         | 40               | 19               | 14               | 33               | +27              | 8                | 2        | 0        | 0        | 0        | -4       | 0        |
| 1998/99         | Молот-Прикамье   | Суперлига         | 23               | 1                | 1                | 2                | -6               | 2                | —        | —        | —        | —        | —        | —        |
| 1999/00         | Молот-Прикамье   | Суперлига         | 5                | 0                | 2                | 2                | --               | 2                | —        | —        | —        | —        | —        | —        |
| 2000/01         | Крылья Советов   | Высшая лига       | 21               | 4                | 2                | 6                | +5               | 0                | —        | —        | —        | —        | —        | —        |
| 2001/02         | Цельтвег         | Национальная лига | 8                | 9                | 4                | 13               | +10              | 12               | —        | —        | —        | —        | —        | —        |
| 2001/02         | Риттен-Ренон     | Серия А           | 6                | 2                | 0                | 2                | --               | 0                | —        | —        | —        | —        | —        | —        |
| 2002/03         | Капфенберг       | Национальная лига | 31               | 30               | 33               | 63               | +11              | 44               | —        | —        | —        | —        | —        | —        |
| 2003/04         | Капфенберг       | Национальная лига | 31               | 18               | 20               | 38               | --               | 54               | —        | —        | —        | —        | —        | —        |
| 2004/05         | Молот-Прикамье-2 | Первая лига       | 23               | 11               | 10               | 21               | --               | 48               | —        | —        | —        | —        | —        | —        |
| Всего в карьере | Всего в карьере  | Всего в карьере   | 440              | 164              | 125              | 289              | +47              | 258              | 10       | 1        | 0        | 1        | -4       | 4        |

1 — Переходный турнир.